# Hatné
Hatné (em húngaro: Hatna) é um município da Eslováquia, situado no distrito de Považská Bystrica, na região de Trenčín. Tem 5,43 km² de área e sua população em 2018 foi estimada em 613 habitantes.

## Demografia
| Ano:        | 1994 | 2004   | 2014   | 2024   |
| ----------- | ---- | ------ | ------ | ------ |
| Broj ljudi: | 580  | 564    | 599    | 632    |
| Razlika:    |      | -2,75% | +6,20% | +5,50% |

| Ano:               | 2023 | 2024   |
| ------------------ | ---- | ------ |
| Número de pessoas: | 642  | 632    |
| Diferença:         |      | -1,55% |